# Богдан Кліх
Богдан Адам Кліх (пол. Bogdan Adam Klich; нар. 8 травня 1960, Краків) — політолог, політичний діяч, міністр оборони Польщі з 16 листопада 2007 до 29 липня 2011 в уряді Дональда Туска. За первинним фахом польський лікар-психіатр, історик мистецтва.
Член Сенату Польщі з листопада 2011 р.

## Біографія
Богдан Кліх був інтернований у 1981 р. під час воєнного стану, встановленого комуністичним режимом Польщі.
- 1986: лікар, медична Академія, Краків
- 1987: магістр з історії мистецтва, Ягеллонський університет
- 1991–1995: докторантура, Департамент історичної філософії
- з 1997: Президент Інституту стратегічних досліджень
- 1999–2000: заступник міністра з питань національної борони Республіки Польща
- 2001–2004: Член Парламенту Республіки Польща, заступник Голови Комітету з іноземних справ, член Комітету з питань національної оборони
- 2004–2007: член Європарламенту
- з 2007: міністр національної оборони Республіки Польща
- Член Міжнародного інституту стратегічних досліджень, Лондон

Кавалер Ордена «За заслуги» II ступеня (2010).